# Keld Reinicke
Keld Reinicke (født i 5. marts 1969) er en af Danmarks mest erfarne tv-folk.
Reinicke har medvirket til opstarten af DR2, TV 2 ZULU og TV 2 Charlie. Reinicke arbejder i dag med strategisk udvikling inden for digitalt indhold. Derudover producerer og udvikler Reinicke tv-koncepter, som udviklingschef for et mindre selskab, der bl.a. står bag TV2s “Natholdet” og underviser han på Den Danske Filmskole, primært i amerikanske tv-serier.
Reinicke er opvokset i Espergærde. Han blev i 1993 cand. phil. i film, tv og kommunikation fra Københavns Universitet.
Som en del af uddannelsen var Keld Reinicke i praktik hos CNN i Atlanta, Georgia. Han boede i USA i 3 år og uddannede sig indenfor programproduktion og konceptudvikling.
I 1995 blev Reinicke ansat i DR på ungdomsprogrammet Transit. I 1996 blev han redaktør i DRs chefredaktion med ansvar for ungdomsstof og deltog i opstarten af DR2. Keld Reinicke kom til TV 2 i 1997. Han blev sammen med Palle Strøm redaktør for underholdning. Deres første store seersucces blev programmet Den Store Klassefest, som de udviklede sammen med Henrik Hancke Nielsen og Merete Mortensen fra Wegelius Film og TV (i dag Mastiff Media). Programmet er senere solgt til flere end 25 forskellige lande, og bl.a. udsendt i Kina. Som redaktører havde Reinicke og Palle Strøm også ansvaret for bl.a. "Helt i Skoven", "Lykkehjulet", "Er der nogen hjemme?", "Hjemsøgt" og "Den Store Mission".
I 2000 grundlagde Keld Reinicke sammen med Palle Strøm kanalen TV 2 Zulu, som de ledede sammen til 2007. I 2005 samlede TV 2 de tre niché-kanaler TV 2 Zulu, TV 2 Charlie og TV 2 Film i et selskab, TV 2 Networks, som makkerparret blev chefer for. Blandt de største succeser fra perioden på TV 2 Zulu er Langt fra Las Vegas, Klovn, FC Zulu og Åndernes Magt.
Keld Reinicke blev i 2007 udnævnt til programchef på TV 2 Danmark. Han overtog jobbet efter Bo Damgaard.
Privat bor han på Amager sammen med tv-tilrettelæggeren Mariella Harpelunde Jensen, med hvem han har to sønner.